# Kelly Kelly
Barbara (Barbie) Jean Blank (Jacksonville (Florida), 15 januari 1987), beter bekend als Kelly Kelly, is een Amerikaans model en professioneel worstelaarster die vooral bekend is van haar tijd bij WWE, van 2006 tot 2012.

## Professioneel worstelcarrière

### World Wrestling Entertainment/WWE (2006-2012)
In 2006 tekende Blank een contract met de WWE en ging naar de Ohio Valley Wrestling, een WWE-opleidingscentrum. In juni 2006 debuteerde ze in de ECW-brand als Kelly Kelly, met het karakter van een exhibitionist en een uitvoerende striptease. Ze zette haar stripteases door op de wekelijkse ECW-segment "Kelly's Exposé" en bekwam ook de valet van haar "op-scherm" vriend Mike Knox. In 2007 vormde ze met Layla en Brooke Adams de "Extreme Exposé". Ze werden later in een verhaallijn betrokken met The Miz en dat leidde tot de splitsing van de groep.
Kelly begon dan deel te nemen in verscheidene worstelwedstrijden en werd in juli 2008 naar de Raw-brand gestuurd. In 2009 was ze op verschillende manieren niet succesvol om het WWE Divas Championship te winnen, voordat ze in begin 2010 naar SmackDown-brand ging. Daar daagde ze LayCool uit voor het WWE Women's Championship, maar het was niet succesvol. Op 20 juni 2011 won ze voor de eerste keer het Divas Championship en het is ook haar eerste WWE-titel.
Op Hell in a Cell van 2 oktober 2011 verloor ze de haar titel aan Beth Phoenix. Een jaar later, op 28 september 2012, maakte WWE via haar website bekend dat haar contract was afgelopen.

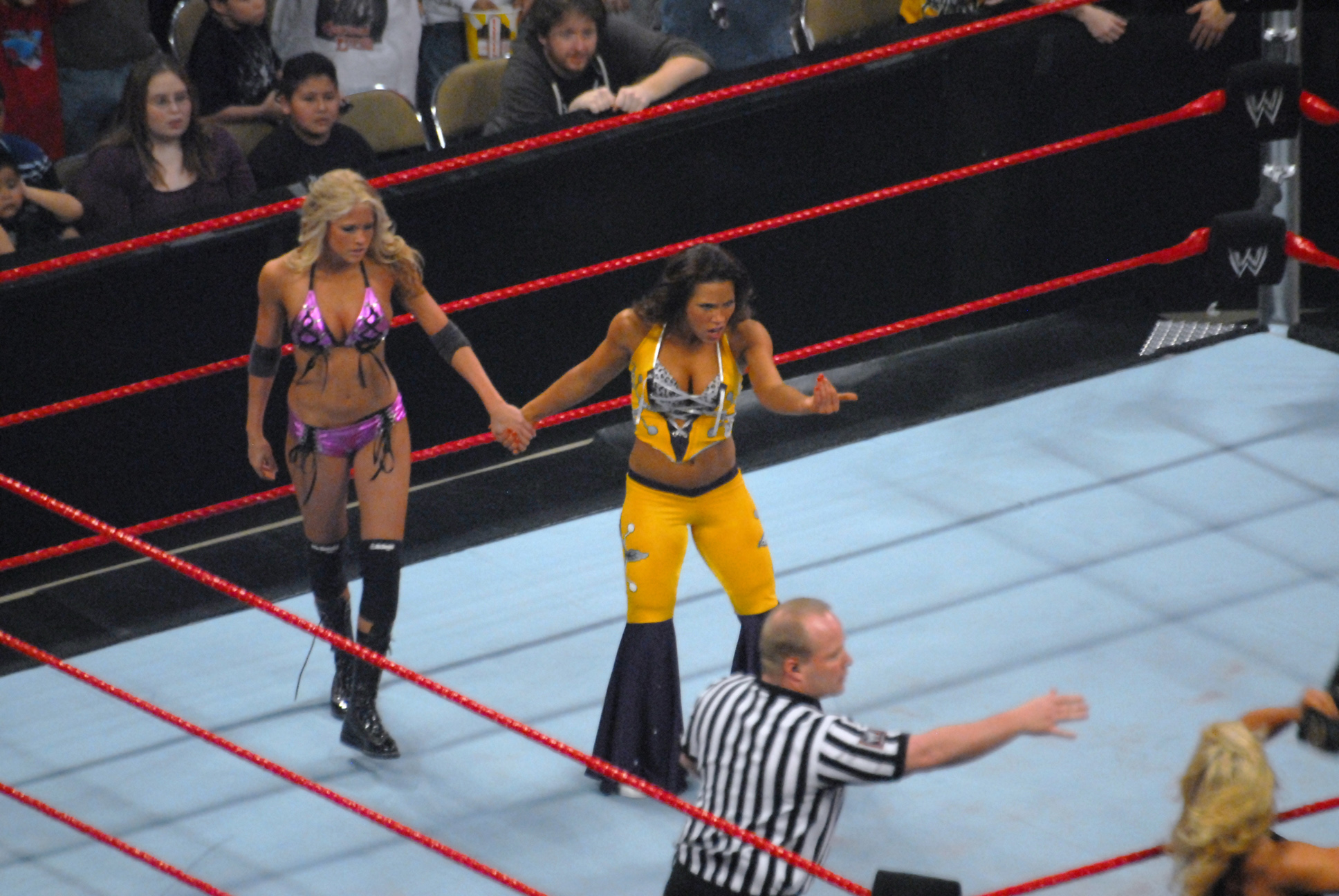

## In het worstelen
- Finishers
  - K2 (Leg drop bulldog)
- Signature moves
  - Kelly Killer (Handspring back elbow smash)
  - One-handed bulldog
  - Sitout facebuster
  - Hanging figure four necklock
  - Victory roll
- Worstelaars managed
  - Mike Knox
  - The Miz
- Opkomstnummers
  - "Holla" van Desiree Jackson (2006-2007)
  - "Holla (Remix)" van Desiree Jackson (6 oktober 2008 - 28 september 2012)

## Prestaties
- World Wrestling Entertainment/WWE
  - WWE Divas Championship (1 keer)
  - Slammy Award
    - "Divalicious Moment of the Year" (2011)

  - WWE 24/7 Championship (1 keer)